# بروتوكول نقل النص الفائق/2
بروتوكول HTTP/2 هو إصدار محدث كبير من بروتوكول الشبكة HTTP، طُوِّرَ بواسطة مجموعة مهندسي الإنترنت (بالإنجليزية: Internet Engineering Task Force)، وبدأ العمل عليه في 2012 استجابة لتطوير بروتوكول سبيدي من جوجل، ونُشِرَ عام 2015. الإصدار HTTP/2 هو أول إصدار جديد منذ HTTP/1.1، هذا الأخير الذي تم توحيده في RFC 2068 عام 1997.

## المميزات
HTTP/2 له عدد من المميزات مثل:
- البروتوكول الثنائي: يستخدم HTTP 2.0 بروتوكولًا ثنائيًا بخلاف سابقه مما يعني أنه فقط الأوامر الثنائية المكونة من 0 و 1 هي التي تُنقل عبر الأسلاك. تُقسّم طبقة التأطير الثنائية هذه الرسائل إلى إطارات مُصنّفة حسب النوع، مما يُحسّن الأمان والضغط وكفاءة الإرسال المتعدد.

- الإرسال المسبق من الخادم: تتيح HTTP/2 ميزة الإرسال المسبق من الخادم، والمتمثلة في أن خادم الإنترنت يتوقع الموارد التي يحتاجها مستخدم الإنترنت ويرسلها إليه مسبقا قبل أن يطلبها.

- ضغط رؤوس HPACK: يستخدم HTTP/2 خوارزمية HPACK لضغط الرؤووس المتميزة بمقاومتها لهجمات CRIME، واستخدمها ترميز هوفمان الثابت؛ لتقليل الحمل الزائد، وتحسين الأداء.

- الإرسال المتعدد: تتيح هذه الميزة في HTTP/2 تشابك الطلبات والاستجابات عبر اتصال TCP واحد، دون حدوث انسداد في رأس الخط، مما يحسن الأداء من خلال تقليل زمن الانتظار وزيادة الكفاءة.

## المتصفحات الداعمة
تدعم عدة متصفحات HTTP/2، ومنها:
- جوجل كروم
- مايكروسوفت إيدج
- سفاري
- فيرفكس
- أوبرا
- سامسونج إنترنت